# Biurrun-Olkotz
Biurrun-Olkotz (oficialment Biurrun-Olcoz) és un municipi de Navarra, a la comarca de Puente la Reina, dins la merindad de Pamplona. Està format pels concejos de:
| Entitat de Població | Pob. (2007) |
| ------------------- | ----------- |
| Biurrun             | 162         |
| Olcotz              | 48          |

## Demografia
| Evolució demogràfica                                      | Evolució demogràfica | Evolució demogràfica | Evolució demogràfica | Evolució demogràfica | Evolució demogràfica | Evolució demogràfica | Evolució demogràfica | Evolució demogràfica | Evolució demogràfica | Evolució demogràfica |
| 1996                                                      | 1998                 | 1999                 | 2000                 | 2001                 | 2002                 | 2003                 | 2004                 | 2005                 | 2006                 | 2007                 |
| --------------------------------------------------------- | -------------------- | -------------------- | -------------------- | -------------------- | -------------------- | -------------------- | -------------------- | -------------------- | -------------------- | -------------------- |
| 173                                                       | 176                  | 179                  | 180                  | 205                  | 197                  | 204                  | 194                  | 185                  | 200                  | 210                  |
| Fonts: Biurrun-Olkotz i Institut d'Estadística de Navarra |                      |                      |                      |                      |                      |                      |                      |                      |                      |                      |